# Ferrari 166 S
La Ferrari 166 S est une voiture de sport produite par Ferrari entre 1948 et 1953, en tant qu'évolution de la 125 S de course propulsée par un moteur Colombo V12. Elle a été adaptée en voiture de sport pour la route sous la forme de la 166 Inter.
Seules 12 Ferrari 166 S ont été produites, dont neuf avec des ailes de type "cycle-fenders" sous l'appellation Spyder Corsa. Elle a rapidement été suivie par la Ferrari 166 MM (Mille Miglia), mise à jour et couronnée de succès, dont 47 exemplaires furent fabriqués entre 1948 et 1953. Ses premières victoires aux Targa Florio et Mille Miglia, ainsi que dans d'autres compétitions internationales, ont établi Ferrari comme un sérieux concurrent dans le monde de la course automobile. Ces modèles furent ensuite remplacés par la 195 S de 2,3 L de cylindrée.

## Design
La 166 partageait son châssis tubulaire conçu par Aurelio Lampredi ainsi que ses suspensions à double triangulation et pont rigide avec la 125. Comme la 125, son empattement mesurait 2 420 mm. Neuf Spyder Corsa et trois Sport 166 furent produits. Les deux premiers modèles 166 S furent carrossés par Carrozzeria Allemano et le dernier par Carlo Anderloni chez Carrozzeria Touring. La majorité des 166 MM furent carrossées par Touring en configuration barchetta.
Le moteur V12 de 1,5 L conçu par Gioacchino Colombo pour la 125 fut modifié : équipé d'arbres à cames en tête simples, il passa à une cylindrée de 2,0 L (1 995 cm³) grâce à une augmentation de l'alésage et de la course, respectivement 60 mm et 58,8 mm. La puissance allait de 110 ch (81 kW) à 5 600 tr/min jusqu'à 130 ch (96 kW) à 6 500 tr/min avec trois carburateurs, pour une vitesse maximale comprise entre 170 km/h et 215 km/h,. 
Pour la 166 MM, la puissance grimpa à 140 ch (103 kW) à 6 600 tr/min et la vitesse de pointe atteignit 220 km/h.
Motor Trend Classic a classé la 166 MM Barchetta en 6ᵉ position dans sa liste des dix « Plus grandes Ferrari de tous les temps ».

## Compétition
La Ferrari 166 S a remporté la Targa Florio avec Clemente Biondetti et Igor Troubetzkoy en 1948. En 1949, Biondetti gagna également la course au volant de la 166 SC avec Benedetti comme copilote. La 166 S s'imposa à la Mille Miglia de 1948, pilotée par Biondetti accompagné de Giuseppe Navone. Lors de la Mille Miglia 1949, les Ferrari 166 MM Barchetta réalisèrent un doublé avec Biondetti/Salani et Bonetto/Carpani.
La même année, la 166 MM remporta également les 24 Heures du Mans grâce à Luigi Chinetti et Lord Selsdon, faisant ainsi de la 166 la seule voiture de l’histoire à avoir remporté ces trois épreuves majeures la même année. Une autre 166 s'adjugea les 24 Heures de Spa en 1949.
Un châssis 166, cette fois équipé du moteur de 195 S, gagna à nouveau la Mille Miglia en 1950 avec Giannino Marzotto et Marco Crosara.

## Exemplaires survivants
La plus ancienne Ferrari dont l'authenticité est incontestée est le châssis n°002C, une 166 Spider Corsa ayant été à l'origine une 159, actuellement possédée et pilotée par James Glickenhaus. Le châssis n°0052M, une 166 MM Touring Barchetta de 1950, fut découvert dans une grange et présenté au public pour la première fois depuis 1959 dans l'édition d'août 2006 du magazine Cavallino.
Une 166 MM de 1949, châssis n°0018M, fut carrossée par Zagato dans le style « Panoramica », similaire au Maserati A6 1500 également dessiné par Vieri Rapi. Il s'agit de la première Ferrari carrossée par Zagato. L'année suivante, elle fut transformée en Spyder par Zagato. Le modèle original fut recréé en 2007 dans le cadre du programme « Sanction Lost » de Zagato.

## Galerie

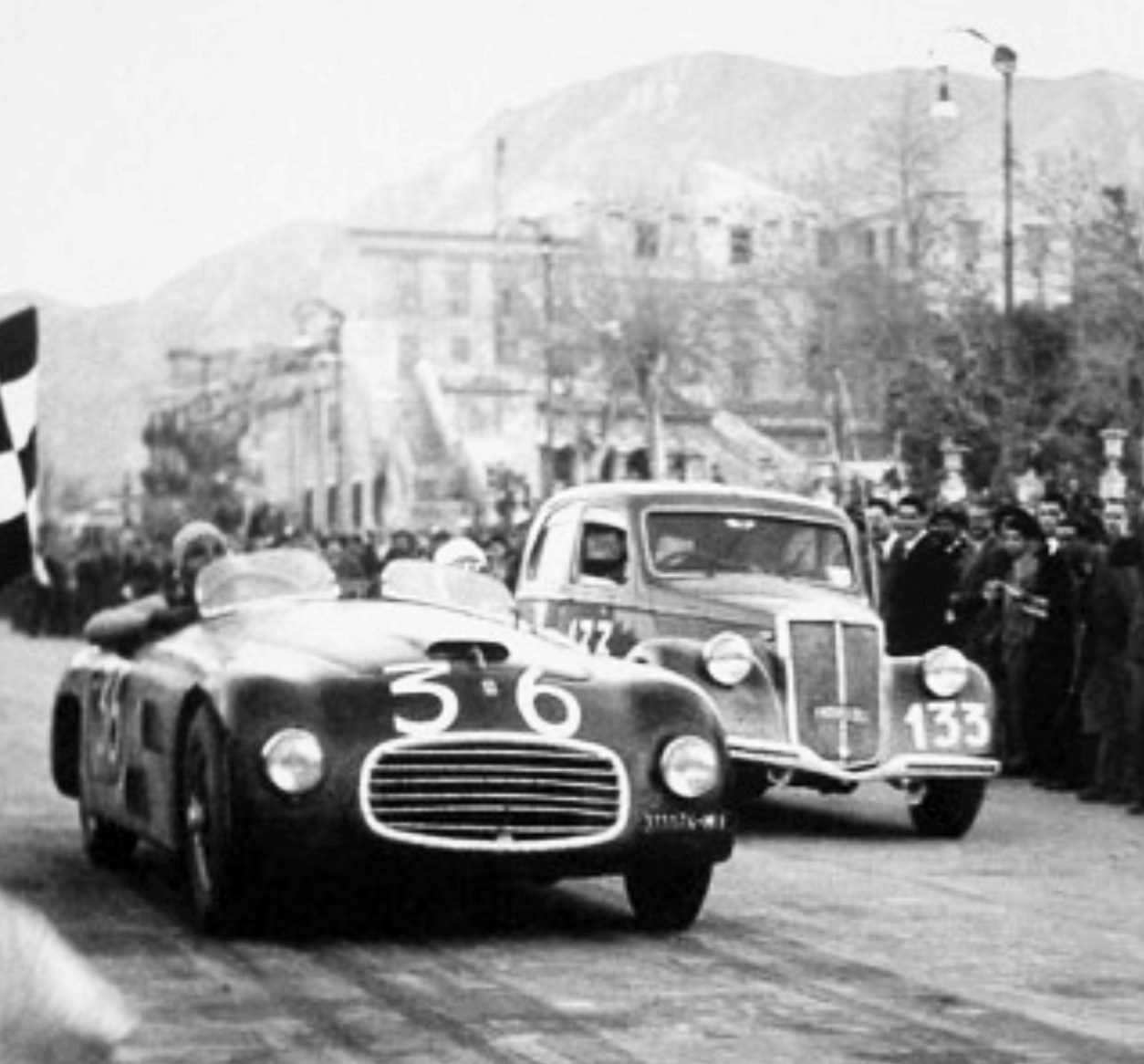
166 S (#001S) par Allemano remportant sa première course[13], Targa Florio (3 avril 1948), par Igor Troubetzkoy et Clemente Biondetti.
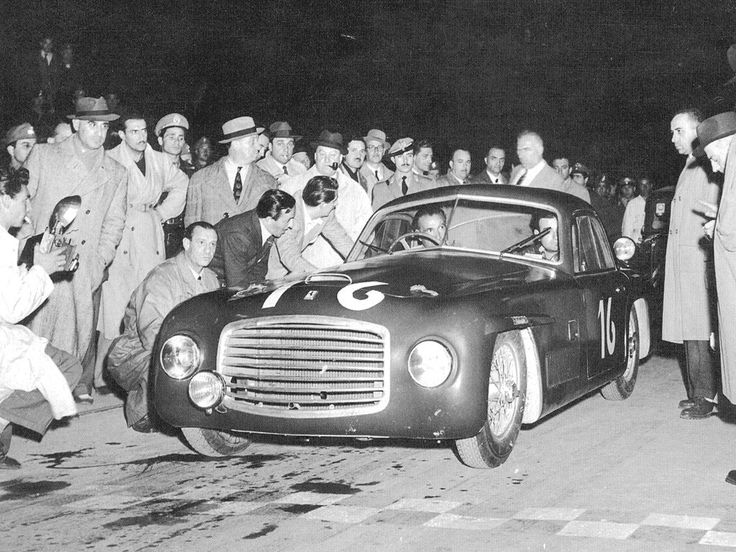
Ferrari 166 S (#003S)[14] par Allemano, victorieuse à la Mille Miglia 1948 avec Biondetti et Giuseppe Navone.
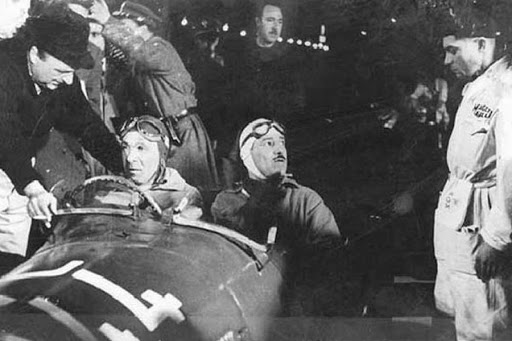
Biondetti à la Targa Florio 1949 au volant d'une 166 Spyder Corsa (#006i).
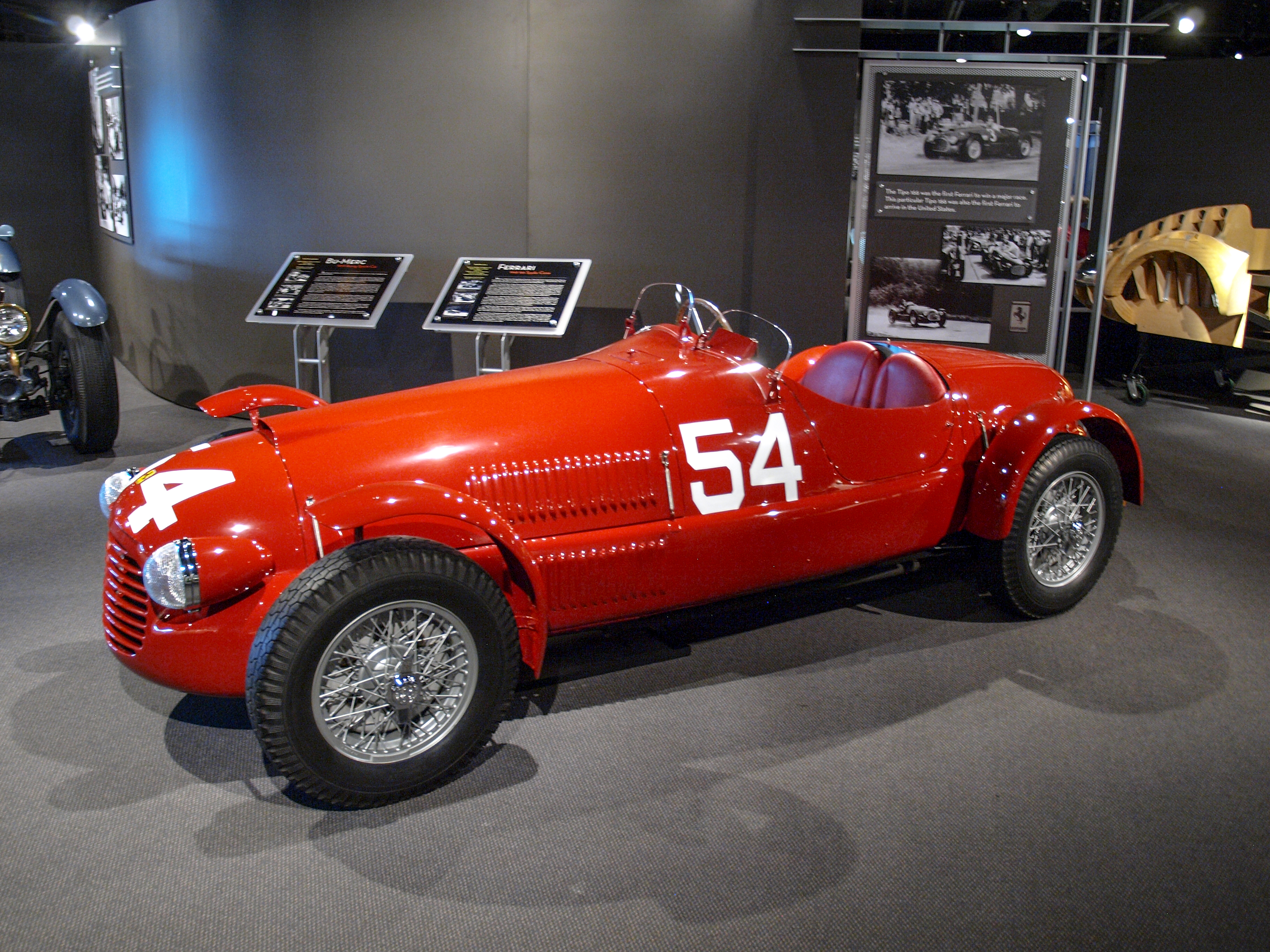
166 Spyder Corsa.
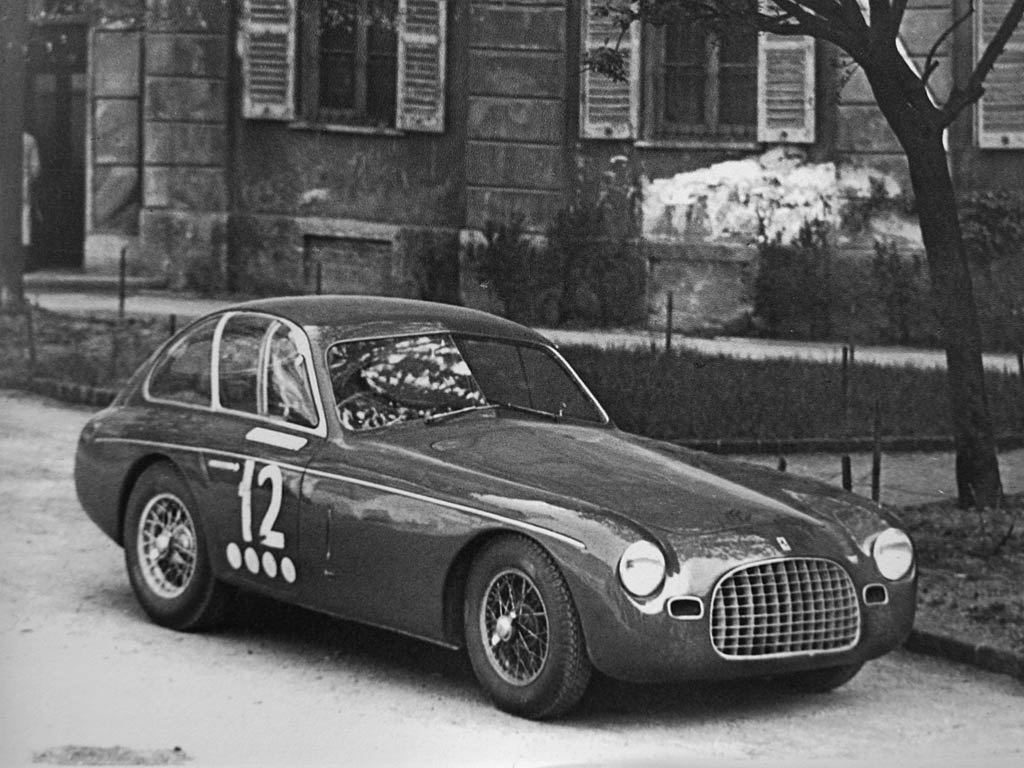
Première Ferrari carrossée par Zagato, 166 MM Panoramica.